# سمك موسى (جنس)
سمك موسى هو جنس من الخوفعيات من المحيطين الهندي والهادي وشرق المحيط الأطلسي والبحر الأبيض المتوسط. أشهر أنواعه سمكة موسى الشائعة.